# Kerékpározás a 2005. évi nyári európai ifjúsági olimpiai fesztiválon
A 2005. évi nyári európai ifjúsági olimpiai fesztiválon az országúti kerékpározás versenyszámait július 5. és 7. között rendezték Lignano Sabbiadoro és Azzano Decimo települések között. A férfiak 3 számban versenyeztek. Magyar sportoló nem indult ebben a sportágban.

## Összesített éremtáblázat
| A 2005. évi nyári európai ifjúsági olimpiai fesztivál összesített éremtáblázata országúti kerékpározásban | A 2005. évi nyári európai ifjúsági olimpiai fesztivál összesített éremtáblázata országúti kerékpározásban | A 2005. évi nyári európai ifjúsági olimpiai fesztivál összesített éremtáblázata országúti kerékpározásban | A 2005. évi nyári európai ifjúsági olimpiai fesztivál összesített éremtáblázata országúti kerékpározásban | A 2005. évi nyári európai ifjúsági olimpiai fesztivál összesített éremtáblázata országúti kerékpározásban | Olimpia  |
| --- | --- | --- | --- | --- | -------- |
| | Ország | Arany | Ezüst | Bronz | Összesen |
| 1. | Olaszország                                                                                               | 2 | 0 | 1 | 3        |
| 2. | Oroszország                                                                                               | 1 | 0 | 0 | 1        |
| 3. | Németország                                                                                               | 0 | 1 | 1 | 2        |
| 4. | Lettország                                                                                                | 0 | 1 | 0 | 1        |
| | Egyesült Királyság                                                                                        | 0 | 1 | 0 | 1        |
| 6. | Belgium                                                                                                   | 0 | 0 | 1 | 1        |
| | | | | |          |
| Összesen                                                                                                  | Összesen                                                                                                  | 3 | 3 | 3 | 9        |

## Férfi
| A 2005. évi nyári európai ifjúsági olimpiai fesztivál érmesei férfi országúti kerékpározásban |                                      |                                       |                                     |
| Versenyszám                                                                                   | Arany                                | Ezüst                                 | Bronz                               |
| Mezőnyverseny                                                                                 | Olaszország Elia Viviani ·           | Egyesült Királyság Adam Blythe ·      | Németország Nils Plotner ·          |
| Időfutam                                                                                      | Oroszország Evgeny Kovalev · 9:20.03 | Lettország Indulis Bekmanis · 9:22.76 | Olaszország Diego Ulissi · 9:26.75  |
| Pontverseny                                                                                   | Olaszország Elia Viviani · 23 pont   | Németország John Degenkolb · 10 pont  | Belgium Frederique Robert · 10 pont |